# Langley (cráter)

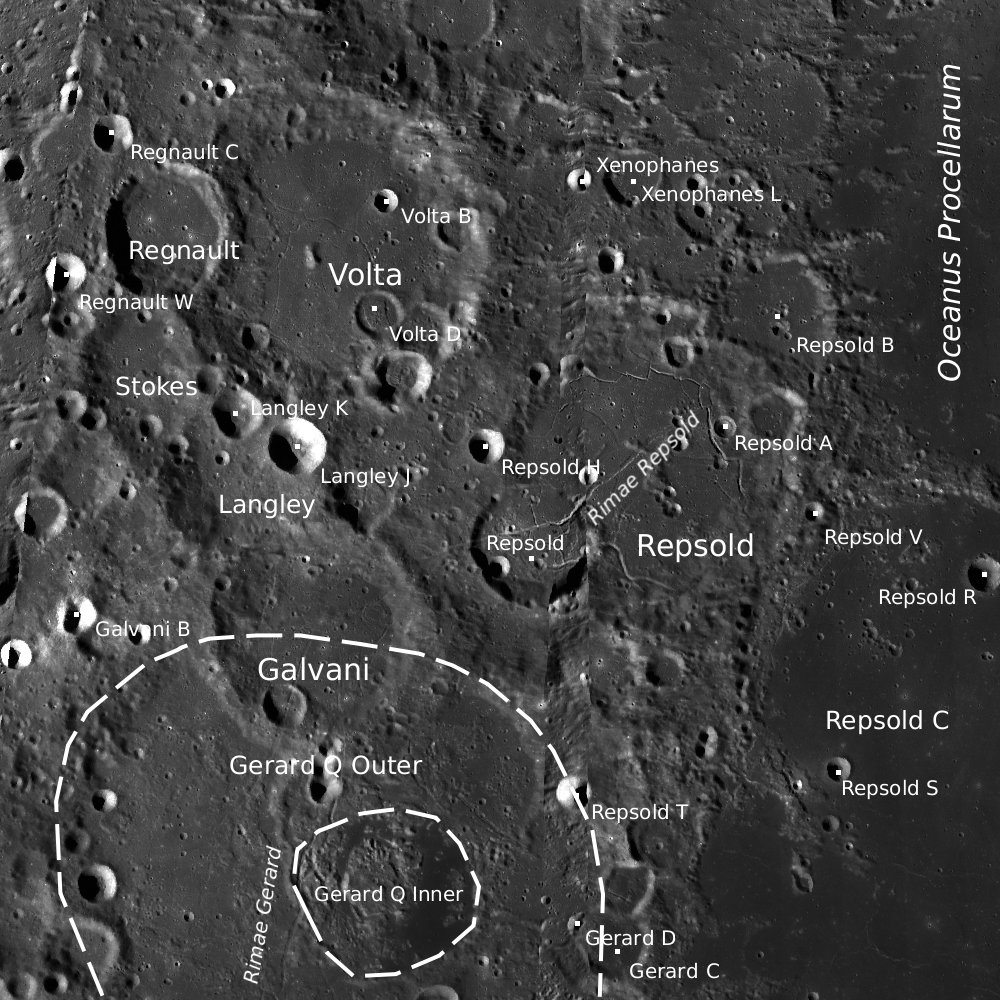
Fotografía de la misión LRO

Langley es un cráter de impacto que se encuentra cerca de la extremidad noroeste de la Luna. Desde la Tierra se ve de frente. Se encuentra en la brecha entre el cráter Galvani, localizado a través del borde suroriental, y Volta en el borde noreste. Justo al noroeste se halla el cráter Stokes.
|  |

El borde de Langley ha sido fuertemente dañado por impactos próximos, y el resultado es un perímetro irregular que ha sido deformado y muy erosionado. Galvani invade la parte sureste del piso, superponiéndose al brocal. Al noreste se localizan un par de cráteres designados Langley J y Langley K, muy próximos el uno del otro, en el lado interior del borde compartido con Volta. El arco occidental del brocal es la sección más intacta, aunque varios pequeños cráteres lo atraviesan. El suelo interior de Langley carece de rasgos significativos más allá de algunos diminutos cráteres.

## Cráteres satélite
Por convención estos elementos son identificados en los mapas lunares poniendo la letra en el lado del punto medio del cráter que está más cercano a Langley.
|         | \| Langley \| Coordenadas \| Diámetro \| \| ------- \| ----------------------------- \| -------- \| \| J \| 51°42′N 85°12′O / 51.7, -85.2 \| 20 km \| \| K \| 52°00′N 86°18′O / 52.0, -86.3 \| 20 km \| |          |
| Langley | Coordenadas | Diámetro |
| J       | 51°42′N 85°12′O / 51.7, -85.2 | 20 km    |
| K       | 52°00′N 86°18′O / 52.0, -86.3 | 20 km    |